# لوست ريفير (أيداهو)
لوست ريفير (بالإنجليزية: Lost River)‏ هي مدينة أمريكية تقع في ولاية أيداهو. تبلغ مساحة هذه المدينة 22.6 (كم²)،ويبلغ عدد سكانها 68 نسمة حسب إحصاء سنة 2010 م.تشير إحصاءات سنة 2000م بأن الكثافة السكانية في هذه المدينة تقدر بـ(auto) نسمة/كم2

## التركيبة السكانية
قام مكتب تعداد الولايات المتحدة بتحديد بيانات التركيبة السكانية للوست ريفير في تعداد الولايات المتحدة. في ما يلي، التركيبة السكانية حسب تعدادي 2000 و2010.

### تعداد عام 2000
بلغ عدد سكان لوست ريفير 26 نسمة بحسب تعداد عام 2000، وبلغ عدد الأسر 8 أسرة وعدد العائلات 6 عائلة مقيمة في المدينة. في حين سجلت الكثافة السكانية 3.0 نسمة لكل ميل مربع (1.2/كم2). وبلغ عدد الوحدات السكنية 15 وحدة بمتوسط كثافة قدره 1.7 نسمة لكل ميل مربع (0.7/كم2).
وتوزع التركيب العرقي للمدينة بنسبة 84.62% من البيض و 3.85% من عرقين مختلطين أو أكثر.
بلغ عدد الأسر 8 أسرة كانت نسبة 50.0% منها لديها أطفال تحت سن الثامنة عشر تعيش معهم، وبلغت نسبة الأزواج القاطنين مع بعضهم البعض 75.0% من أصل المجموع الكلي للأسر، وكانت نسبة 25.0% من غير العائلات. وبلغ متوسط حجم الأسرة المعيشية 3.83، أما متوسط حجم العائلات فبلغ 3.25.
بلغ العمر الوسطي للسكان 28 عاماً. وكانت نسبة 38.5% من القاطنين تحت سن الثامنة عشر، وكانت نسبة 7.7% بين الثامنة عشر والأربعة وعشرون عاماً، ونسبة 34.6% كانت واقعةً في الفئة العمرية ما بين الخامسة والعشرون حتى والأربعة وأربعون عاماً، ونسبة 11.5% كانت ما بين الخامسة والأربعون حتى الرابعة والستون، ونسبة 7.7% كانت ضمن فئة الخامسة والستون عاماً فما فوق. يوجد لكل 100 أنثى 116.7 ذكر، ويوجد لكل 100 أنثى في الثامنة عشر من عمرها فما فوق 166.7 ذكر.
بلغ متوسط دخل الأسرة في المدينة 31,667 دولار، أما متوسط دخل العائلة فبلغ 66,250 دولار. وكان متوسط دخل الذكور 29,167 دولار مقابل 21,250 دولار للإناث. وسجل دخل الفرد الخاص بالمدينة 14,534 دولار. ولم يكن هناك عوائل تحت خط الفقر، وكانت نسبة 6.9% من غير العوائل تحت خط الفقر،

### تعداد عام 2010
بلغ عدد سكان لوست ريفير 68 نسمة بحسب تعداد عام 2010، وبلغ عدد الأسر 15 أسرة وعدد العائلات 11 عائلة مقيمة في المدينة. في حين سجلت الكثافة السكانية 7.8 نسمة لكل ميل مربع (3.0/كم2). وبلغ عدد الوحدات السكنية 30 وحدة بمتوسط كثافة قدره 3.5 لكل ميل مربع (1.4/كم2).
وتوزع التركيب العرقي للمدينة بنسبة 95.6% من البيض و 2.9% من الأمريكيين الأفارقة و 1.5% من عرقين مختلطين أو أكثر.
بلغ عدد الأسر 15 أسرة كانت نسبة 33.3% منها لديها أطفال تحت سن الثامنة عشر تعيش معهم، وبلغت نسبة الأزواج القاطنين مع بعضهم البعض 73.3% من أصل المجموع الكلي للأسر، وكانت نسبة 26.7% من غير العائلات. تألفت نسبة 13.3% من أصل جميع الأسر من أفراد ونسبة 6.7% كانوا يعيش معهم شخص وحيد يبلغ من العمر 65 عاماً فما فوق. وبلغ متوسط حجم الأسرة المعيشية 3.36، أما متوسط حجم العائلات فبلغ 4.53.
بلغ العمر الوسطي للسكان 47.5 عاماً. وكانت نسبة 11.8% من القاطنين تحت سن الثامنة عشر، وكانت نسبة 7.4% بين الثامنة عشر والأربعة وعشرون عاماً، ونسبة 23.5% كانت واقعةً في الفئة العمرية ما بين الخامسة والعشرون حتى والأربعة وأربعون عاماً، ونسبة 47.1% كانت ما بين الخامسة والأربعون حتى الرابعة والستون، ونسبة 10.3% كانت ضمن فئة الخامسة والستون عاماً فما فوق. وتوزع التركيب الجنسي للسكان بنسبة 63.2% ذكور و36.8% إناث.